# Muvattupuzha
Muvattupuzha es una ciudad y  municipio situada en el distrito de Ernakulam en el estado de Kerala (India). Su población es de 30397 habitantes (2011). Se encuentra a 39 km de Cochín y a 67 km de Alappuzha.

## Demografía
Según el censo de 2011 la población de Muvattupuzha era de 30397 habitantes, de los cuales 15010 eran hombres y 15387 eran mujeres. Muvattupuzha tiene una tasa media de alfabetización del 96,11%, superior a la media estatal del 94%: la alfabetización masculina es del 97,20%, y la alfabetización femenina del 95,07%.